# Dudince
Dudince (německy Dudintze, maďarsky Gyűgy) jsou lázeňské městečko na jižním Slovensku, v Banskobystrickém kraji v okrese Krupina. Žije v něm přibližně 1 400 obyvatel. Dudince mají nejnižší počet obyvatel ze všech slovenských měst. Tvoří je tři části: Staré Dudince, Nové Dudince a Merovce.

## Historie
První písemná zmínka o městě je z roku 1284. Zdejší léčivé prameny jsou využívány od roku 1894 a indikují se na choroby srdce a cév i na sníženou pohyblivost. Ve městě se také nachází termální koupaliště Dudinka a historické bazény vyhloubené v travertinu zvané Rímske kúpele. Místní zajímavostí je nakloněná evangelická zvonička nazývaná „slovenská Pisa“.
V roce 1989 byly Dudince povýšeny na město. Partnerským městem je Kent v americké státě Ohio. Koná se zde cyklistické kritérium a chodecký závod Dudinská päťdesiatka.

## Poloha
Město leží 25 kilometrů od Krupiny a patnáct kilometrů od Šahů u maďarských hranic, v údolí říčky Štiavnica. Ve městě se nachází přírodní památka Dudinské travertíny. Prochází jím železniční trať Zvolen–Čata. Dudince mají 257 slunečných dnů v roce a v jejich okolí se pěstuje réva vinná.

## Galerie

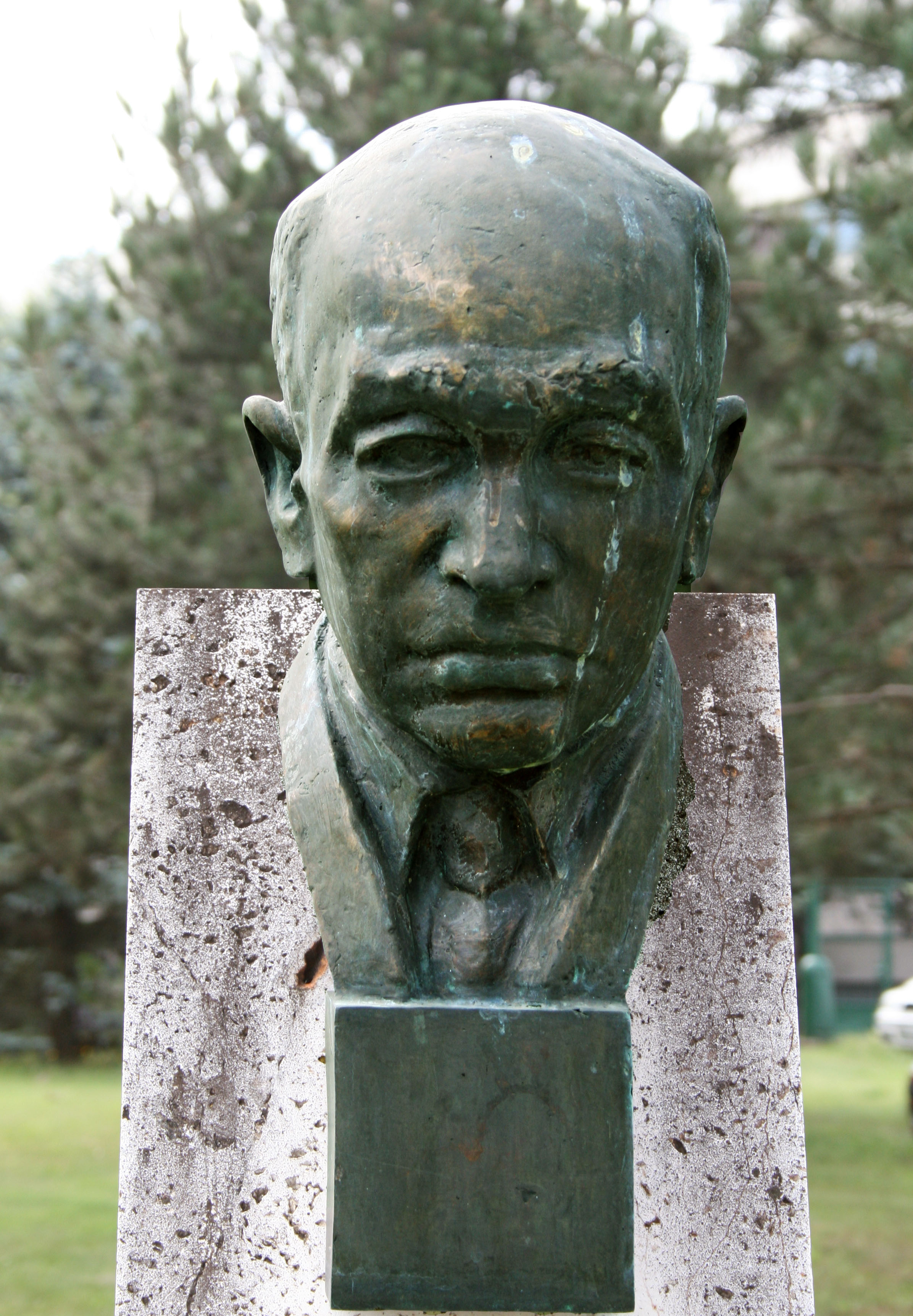
Ota Hynie, místní busta českého profesora hydrogeologie
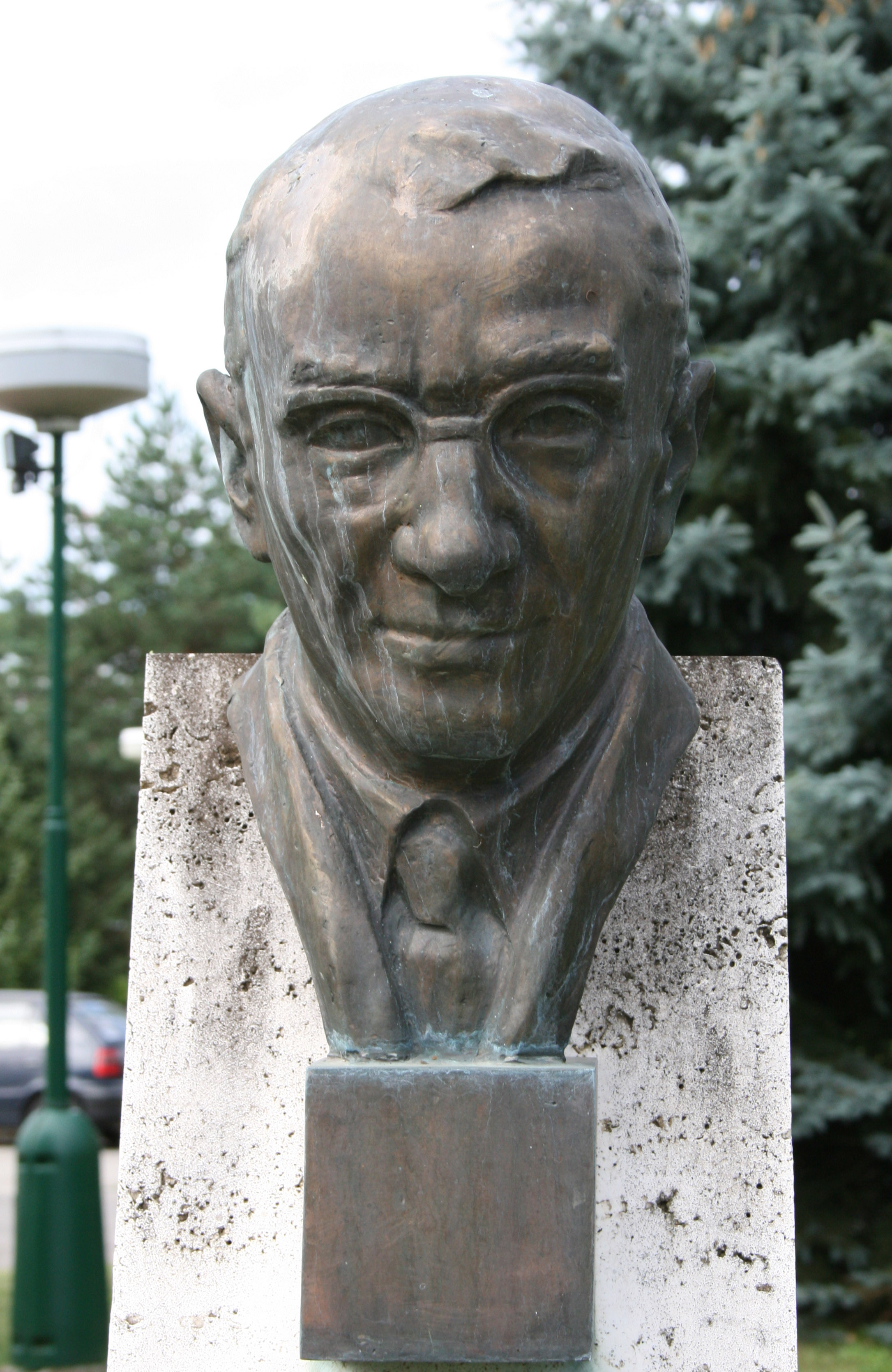
Juraj Henssel, místní busta slovenského balneologa
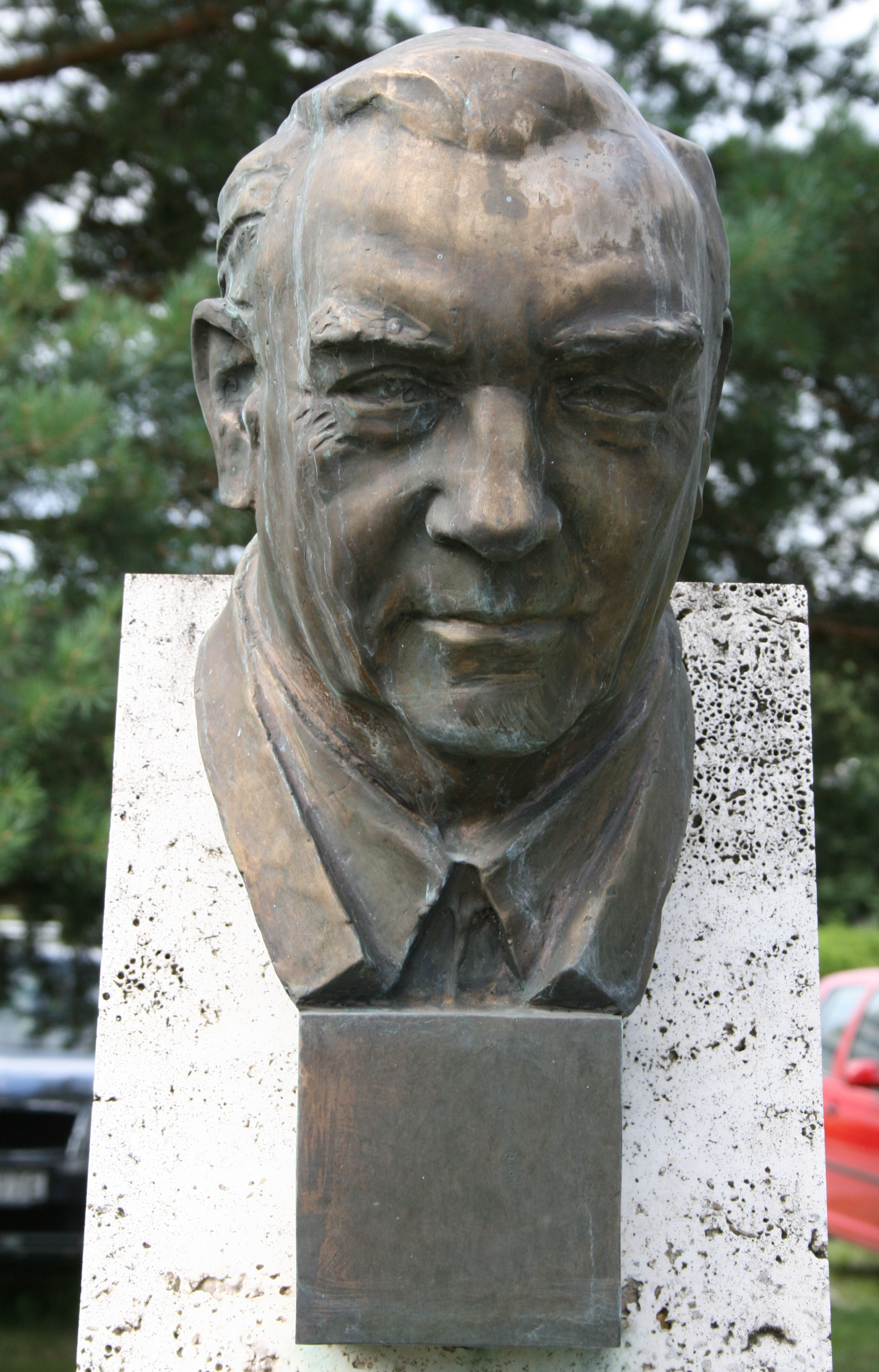
Ing. Peter Krahulec, jeden ze zakladatelů
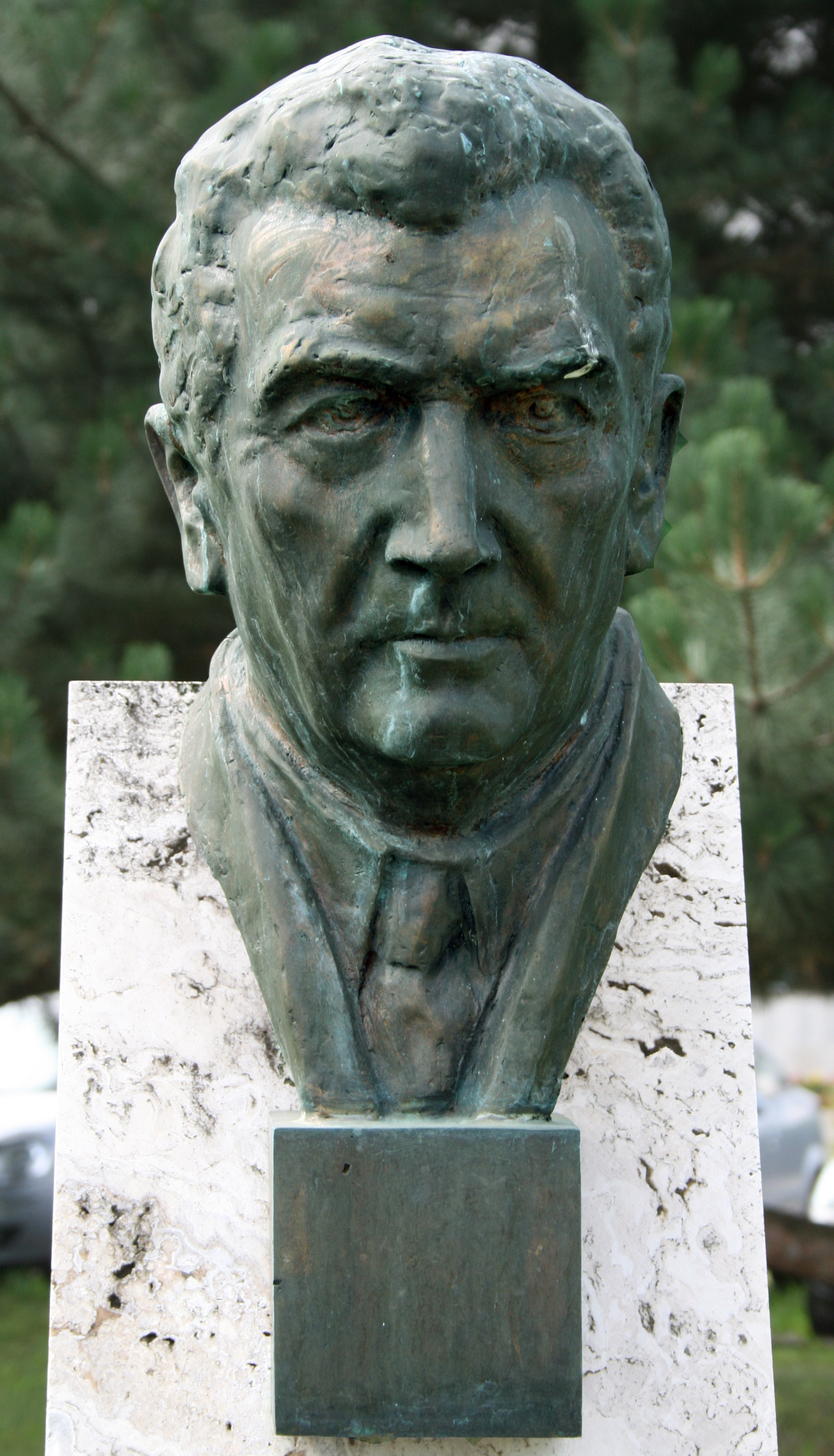
Ladislav Melioris, hydrogeolog